# Nix vs. Hedden

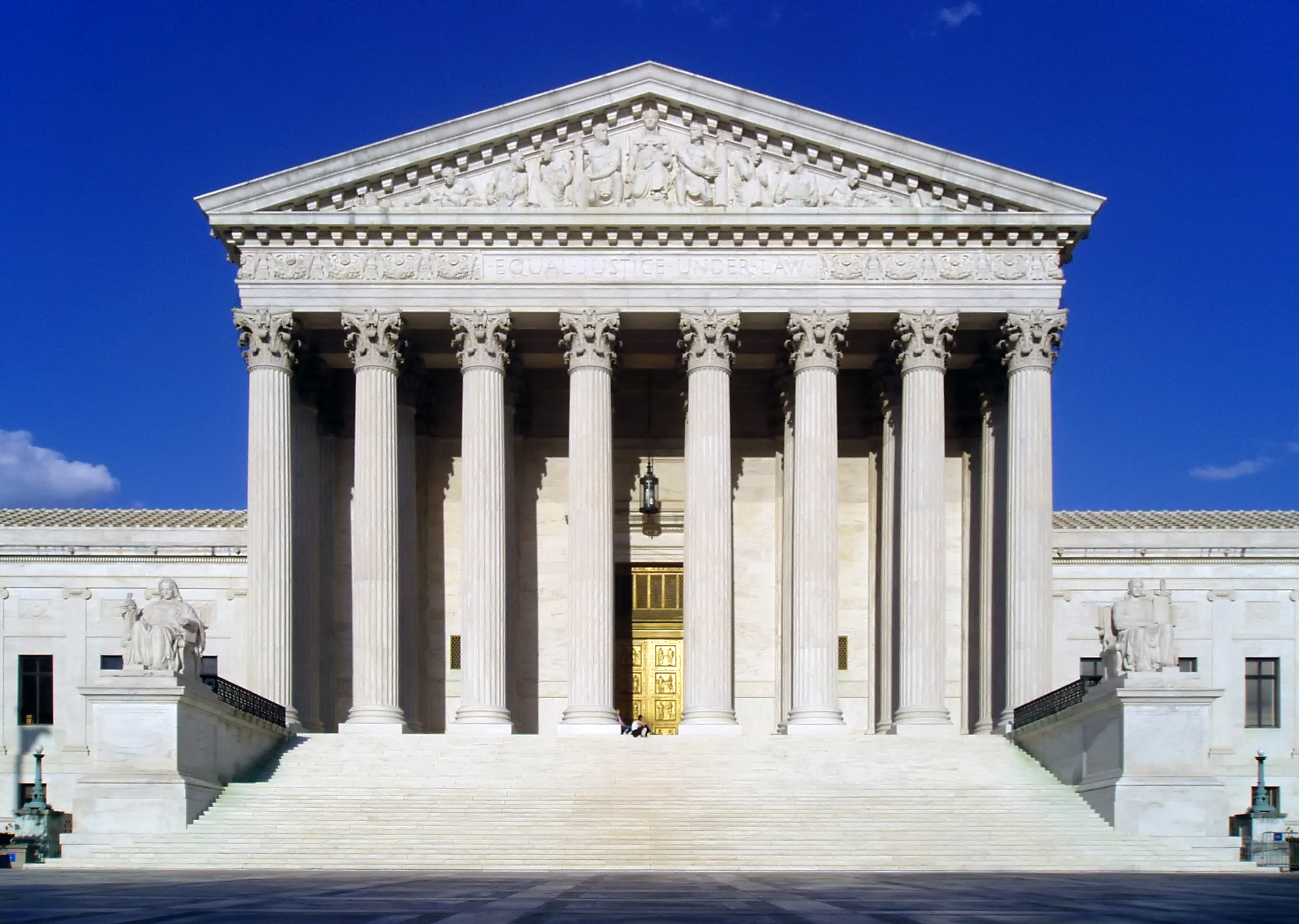
Budova Nejvyššího soudu USA

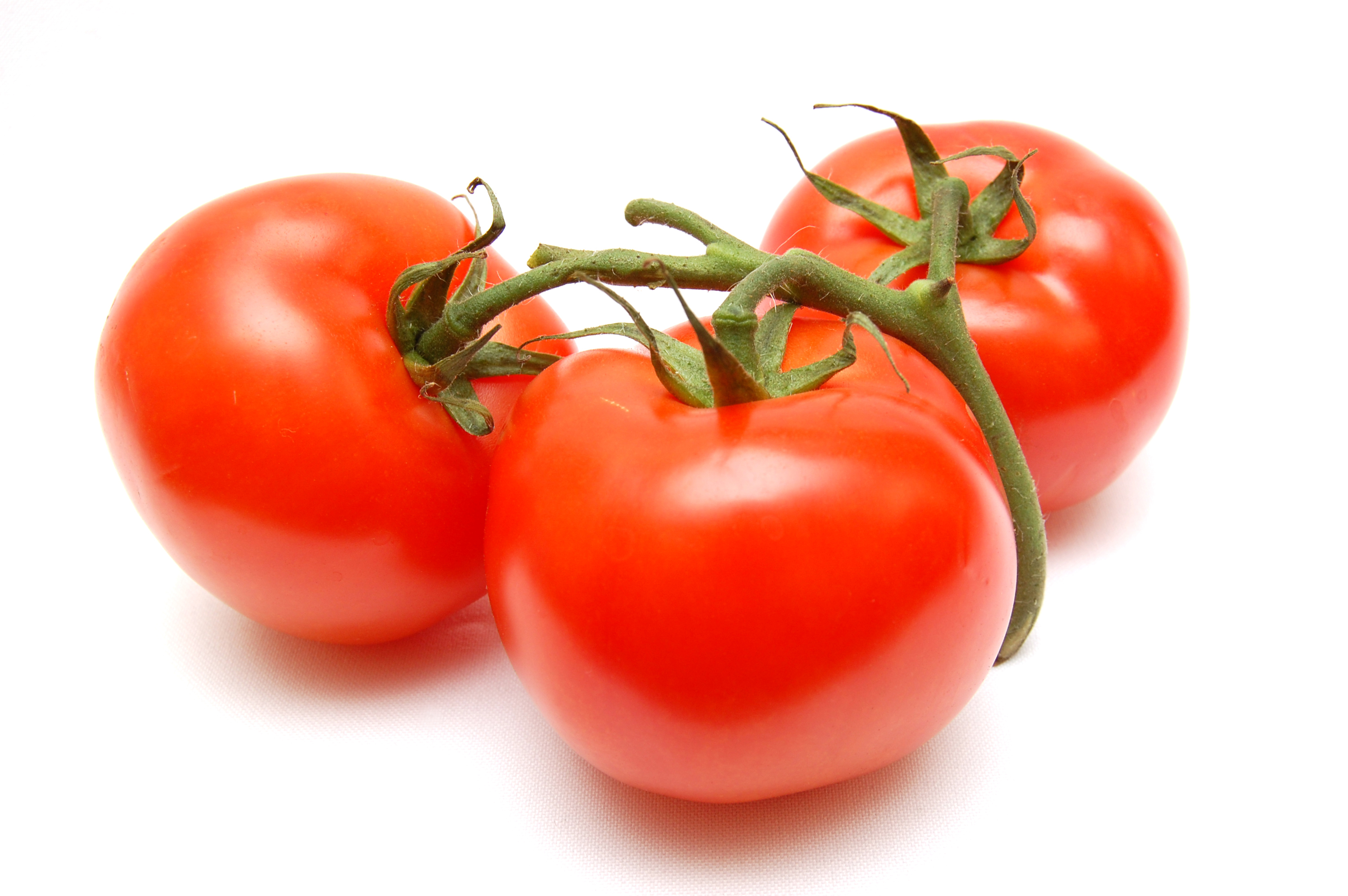
Rajčata

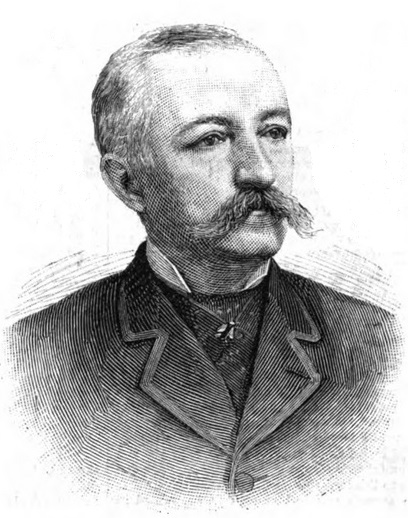
Edward L. Hedden, collector newyorského přístavu

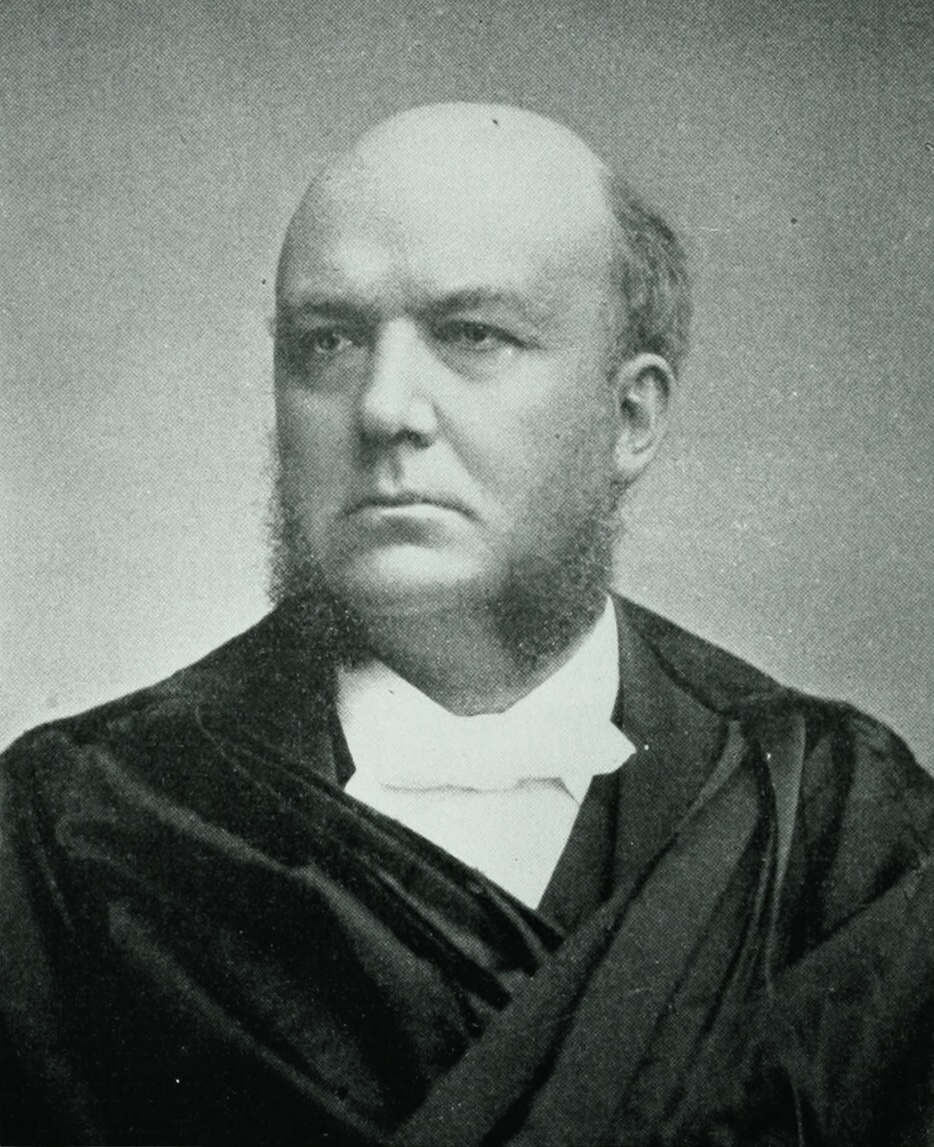
Soudce Horace Gray, který sepsal rozsudek v případě Nix vs. Hedden

Nix vs. Hedden 149 U.S. 304 (1893) je jeden z případů amerického Nejvyššího soudu. Nejvyšší soud v tomto případě z roku 1893 jednomyslně rozhodl, že rajčata by měla být právně klasifikována jako zelenina a ne jako ovoce, pokud jde o výklad zákonů ohledně daní a cel.

## Pozadí případu
John Nix založil společnost John Nix & Co. v New Yorku v roce 1839. Ve své době to byla jedna z největších společností prodávajících ovoce a zeleninu v New Yorku, a také jedna z prvních, která do New Yorku začala dovážet plodiny z teplejších oblastí (například z Virginie, Floridy nebo z Bermud).
3. března 1883 americký prezident Chester A. Arthur podepsal zákon zvaný Tariff Act of 1883 (celní zákon z roku 1883), podle kterého bylo povinné platit daně z dovozené zeleniny, nikoliv ovšem z dovezeného ovoce.
Společnost Johna Nixe po několika letech zažalovala Edwarda L. Heddena, collectora newyorského přístavu (Collector byl v 19. století veřejný činitel, který se staral o výběr daní z dovozeného zboží v přístavu.), přičemž chtěla od státu dostat zpět obnos zaplacený na daních z dovozených rajčat, protože podle ní z rajčat daň vůbec neměla být placena, protože jsou ovoce a ne zelenina (s odkazem na to, že rajče by mělo být považováno za ovoce, protože obsahuje semena a vzniká z květu rostliny). Soud první instance rozhodl ve prospěch Heddena, společnost Johna Nixe se proto odvolala k Nejvyššímu soudu.
U soudu právníci zastupující společnost Johna Nixe argumentovali definicemi rajčat, ovoce a zeleniny z několika různých slovníků (Webster's Dictionary, Worcester's Dictionary a Imperial Dictionary). Definicemi ze slovníků argumentovali také právníci zastupující Heddena. Předvolání byli také dva svědci, obchodníci s ovocem a zeleninou s více než třicetiletou zkušeností z oboru, se kterými se řešilo zda výrazy ovoce a zeleniny mají ve světě obchodu nějaký jiný zažitý význam, odlišný od slovníkové definice.

## Rozsudek
Nejvyšší soud jednomyslně rozhodl, že rajčata by měla být považována za zeleninu, i přesto, že botanicky jde o ovoce. Rozhodnutí sepsal soudce Horace Gray, které v rozsudku uvádí následující:
| „ | Citované pasáže ze slovníků definují slovo „ovoce“ jako semeno rostlin nebo tu část rostlin, která obsahuje semeno, zejména šťavnaté, dužnaté plody, které semeno obklopují a obsahují. Tyto definice však nijak nenaznačují, že by rajčata byla v běžné mluvě či ve smyslu celního zákona „ovocem“ odlišeným od „zeleniny“. | “ |

Soudce Gray také odkázal na několik předchozích rozsudků Nejvyššího soudu (Brown vs. Piper, 91 U.S. 37, 42 a Jones vs. U.S., 137 U.S. 202, 216) a uvedl, že v případě, kdy výrazy uvedené v zákoně nemají žádný zažitý význam v obchodní branži, musí být použit význam používaný v běžné mluvě. V tomto případě podle něj nemohly být slovníky použity jako důkaz, slovníky lze použít pouze jako pomůcku pro lepší porozumění slovům. Gray uznává, že rajčata botanicky jsou ovoce, ale i přesto je většina lidí vnímá jakožto zeleninu, protože v kuchyni jsou jako zelenina používána - rajčata jsou ingrediencí v rámci hlavních chodů, stejně jako zelenina, a běžně se nejí jakožto dezert, což je typické pro ovoce. Gray také odkazuje na případ Robertson vs. Salomon, 130 U.S. 412, 414, který vedl k závěru, že fazole jsou sice botanicky semenem, ale právně je nutné je klasifikovat jakožto zeleninu.  Doplňuje také, že za zeleninu je nutné považovat i okurku, dýni, hrášek a fazole.

## Důsledky
Případ Nix vs. Hedden se stal v USA precedentem používaných v případech, ve kterých se vede spor o definice, ve kterých je rozpor mezi běžným a slovníkovým významem. Nejvyšší soud na tento případ odkázal v mnoha svých rozhodnutích, například v Sonn vs. Maggone, 159 U.S. 417 (1895), Saltonstall vs. Wiebusch & Hilger, 156 U.S. 601 (1895),  Cadwalader vs. Zeh, 151 U.S. 171 (1894) nebo JSG Trading Corp. vs. Tray-Wrap, Inc., 917 F.2d 75 (2d Cir. 1990).
V roce 2005 s odkazem na tento případ stát New Jersey prohlásil rajče jakožto státní zeleninu.

## Podobné případy
- V rozsudku od Amerického soudu pro mezinárodní obchod Toy Biz vs. United States z roku 2003 bylo rozhodnuto, že akční figurky superhrdinů jsou považovány za hračky, nikoliv za panenky.[3]
- V roce 1991 soudy ve Velké Británii rozhodly, že čokopiškoty (Jaffa Cakes) by měly být považovány za dorty, nikoliv za sušenky (díky čemuž se z nich odváděla nižší DPH).[4]